# لا هوندا پارک (کالیفرنیا)
لا هوندا پارک (به انگلیسی: La Honda Park) یک منطقهٔ مسکونی در ایالات متحده آمریکا است که در شهرستان کالاوراس، کالیفرنیا واقع شده‌است. لا هوندا پارک ۵۴۸ متر بالاتر از سطح دریا واقع شده‌است.